# Isatis candolleana
Isatis candolleana är en korsblommig växtart som beskrevs av Pierre Edmond Boissier. Isatis candolleana ingår i släktet vejdar, och familjen korsblommiga växter. Inga underarter finns listade i Catalogue of Life.